# Польський національний костюм

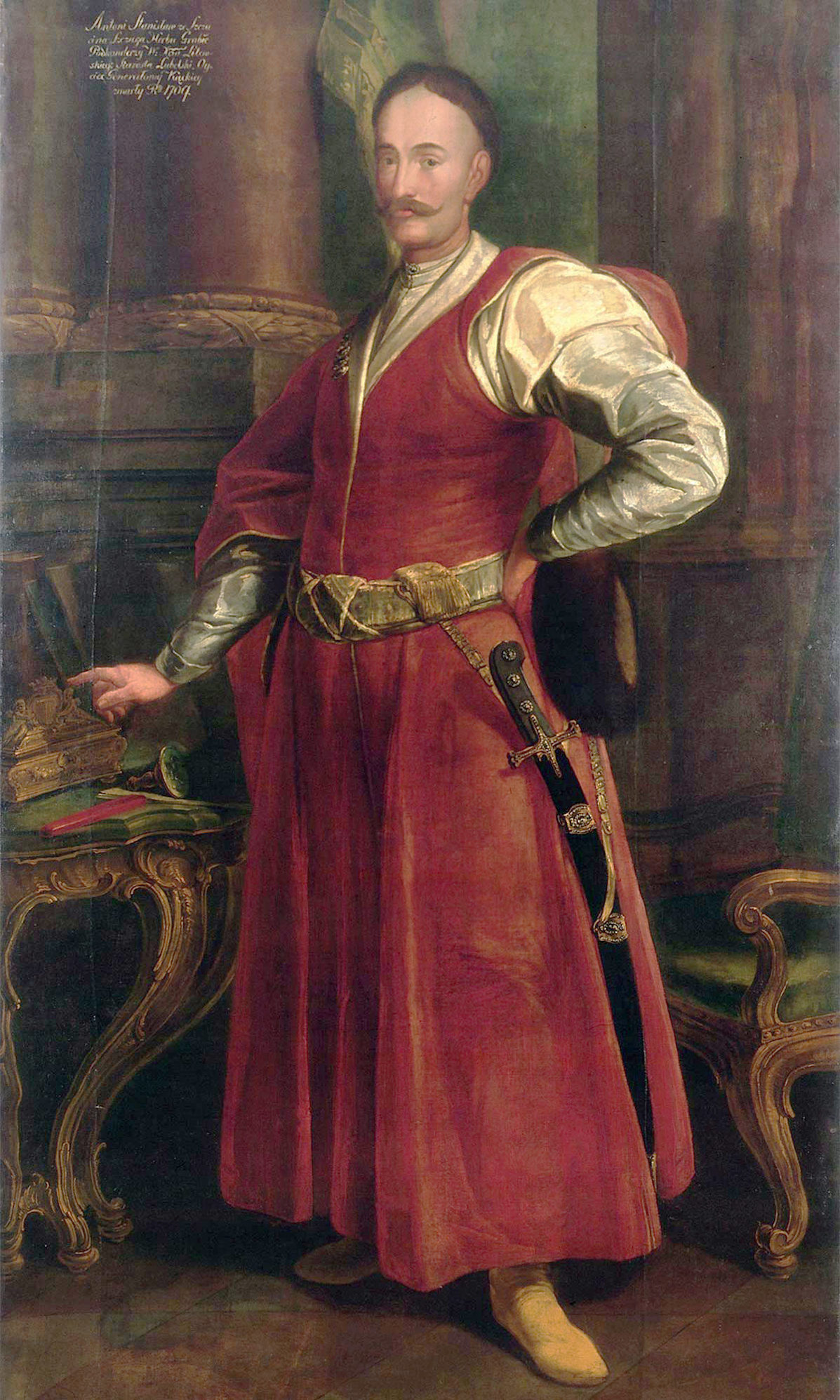
Портрет шляхтича в кунтуші, 18 ст.

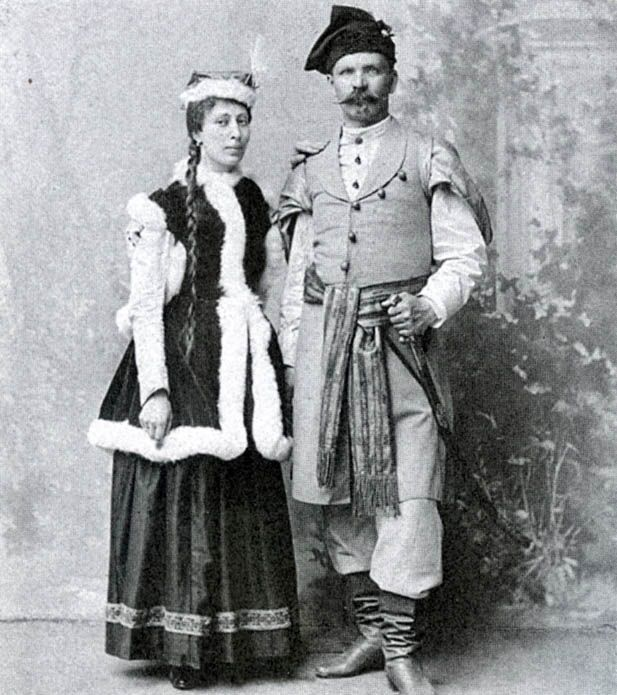
Польський поміщик з дружиною в національному костюмі, кінець ХІХ ст

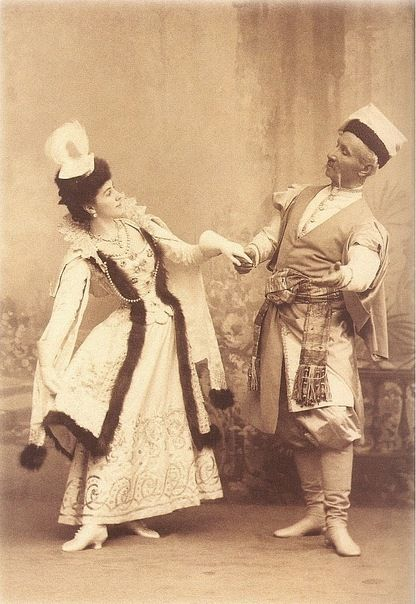
Матильда Кшесінська з батьком Феліксом у мазурських костюмах, 1898 р

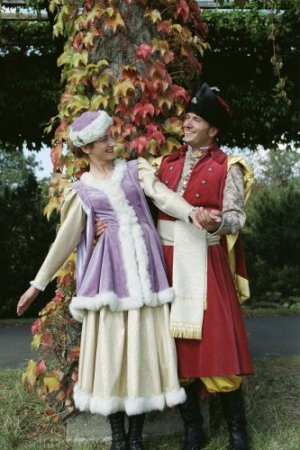
Сучасні танцюристи в польських національних костюмах

Польський національний костюм — одяг, похідний від святкового вбрання, яке носила шляхта в Речі Посполитій у XVIII столітті. На відміну від народного одягу, який носили лише нижчі соціальні класи і лише в окремих регіонах, національний костюм використовувався по всій території Польщі. У ХІХ ст. колишній шляхетський одяг був прийнятий усіма соціальними групами і визнаний польським національним костюмом.

## Історія
Польський костюм, характерний для всієї Речі Посполитої, формувався у 16-18 століттях шляхом поєднання елементів одягу пізньосередньовічного лицарства та давньопольської поміщицької шляхти, а також східного одягу (угорського, перського, турецького, татарського). Повний кунтушовий одяг носили зрідка (свята, неділі, візити, поїздки), щоденно носили лляний жупан і капот.
На початку 18 століття носіння одягу «по-польськи» було відмінною рисою приналежності до «польської нації» (розумілася на той час як шляхетський стан Речі Посполитої). Щоб завоювати прихильність підданих, король Саксонії Август III дав написати свій портрет у польському одязі. Як зазначав Єнджей Кітович, досі «під час коронації Августа III (1733 рік) усі польські пани, не виключаючи жодного, були в польському вбранні».
Консервативна знать підкреслювала свою прихильність до «сарматської» традиції і виступала проти західних звичаїв, що виражалися в носінні одягу «по-німецьки» або «по-французьки». Цю суперечку між прихильниками західноєвропейського і традиційного польського одягу часто назвають «війною кунтуша і фрака».
За словами дослідника Єнджея Кітовича, вбрання «показувало соціальний стан, до якого належить його власник». Шляхта зав'язувала жупан поясом і вішала на бік шаблю. Міщани підперезали жупанів і замість шабель носили декоративні палиці.
З 1776 р. кунтуші використовувалися також як провінційні мундири коронних і литовських військ. Це сприяло їх прийняттю і іншими станами (таке вбрання носив міщанин Ян Кілінський під час повстання Костюшка ).
Під час окупації Польщі сусідніми державами у XIX ст. шляхетський костюм став одним із елементів формування національної ідентичності поляків, яка будувалася на традиціях політичного «народу» Речі Посполитої. Шляхетський костюм виступав як невід’ємний елемент польської ідентичності в літературі, опері, живописі і танці. Іноді замість кунтуша носили чумарку із петлями, яка у середині ХІХ століття набирала популярності як елемент національного костюма – а під час Січневого повстання служила неформальним повстанським мундиром.
У ХІХ і на початку ХХ ст., особливо у польській Галичині, де заборони були менш суворими, стає модним носити польське національне вбрання (весілля, народні свята) незалежно від соціального походження. Популярною практикою було замовлення портретів у художників чи фотографів у національних костюмах, як поміщиків, так і міщанів, а також людей іншого соціального чи навіть етнічного походження (включаючи польських євреїв чи німців ).
Після отримання Польщею незалежності збереглася мода на польський національний костюм. Він став відомим і впізнаваним у Європі символом польськості (наприклад, на листівках, у політичних карикатурах, опублікованих у тодішній іноземній пресі). І жінки, і чоловіки, у всіх регіонах тодішньої Польщі одягали національний костюм на визначні події і свята. Його елементи також потрапили у військову уніформу (конфедератка в якості кашкета).
За часів  Польської Народної Республіки комуністична влада скасувала традицію носити польський національний костюм як «соціально-несправедливий шляхетський» одяг, натомість пропагувала регіональне селянське вбрання.
Нині для популяризації національного костюму у Польщі працюють різноманітні організації, наприклад, під час народних свят та інших урочистостей.

## Елементи польського національного костюма

### Чоловіче вбрання
- жупан
- кунтуш
- кунтушовий пояс
- шаровари
- взуття
- кашкет: ковпак або конфедератка
- шабля (карабела)

### Жіноче вбрання
- кунтушик
- сукня
- спідниця
- пінетки
- шапка: ковпак або конфедератка